# Moses Kigen
Moses Kigen (22 april 1974) is een Keniaans atleet, die is gespecialiseerd in de middellange afstand. Hij moet niet worden verward met zijn in 1983 geboren landgenoot Moses Kipkosgei Kigen.

## Persoonlijke records
Outdoor
| Onderdeel           | Prestatie | Datum            | Plaats     |
| ------------------- | --------- | ---------------- | ---------- |
| 600 m               | 1.17,66   | 1 september 1999 | Bellinzona |
| 1000 m              | 2.19,28   | 3 september 2000 | Grudziądz  |
| 1500 m              | 3.32,84   | 1 september 1996 | Rieti      |
| 2000 m              | 5.02,29   | 24 mei 2001      | Florø      |
| 3000 m              | 7.45,59   | 30 mei 2003      | Dessau     |
| 5000 m              | 13.19,29  | 2 september 2003 | Luik       |
| 10 km               | 27.48     | 27 april 2003    | Würzburg   |
| 3000 m steeplechase | 8.27,92   | 4 juni 2001      | Hengelo    |

Indoor
| Onderdeel | Prestatie | Datum            | Plaats    |
| --------- | --------- | ---------------- | --------- |
| 1.500 m   | 3.38,42   | 1 februari 1997  | Boedapest |
| 2000 m    | 5.05,35   | 11 februari 2000 | Gent      |

## Palmares

### 600 m
- 1999: 7e Bellinzona - 1.17,66

### 1500 m
- 1996: 5e Rieti - 3.32,84
- 1998:  Ad-Dawhah - 3.34,89
- 1999: 6e Pireás - 3.42,28

### 3000 m
- 2003:  Dessau indoor - 7.45,59

### 5000 m
- 2003:  Naimette-Xhovémont in Lieja - 13.19,29

### 3000 m steeplechase
- 2000:  Växjö - 8.37,34
- 2001: 9e Hengelo - 8.27,92
- 2001: 10e Oslo - 8.33,45
- 2002:  Karlstad - 8.34,66